# Vanderbilt
|  | Per a altres significats, vegeu «Alice Vanderbilt Morris». |

Vanderbilt és una concentració de població designada pel cens del Comtat de Jackson (Texas) als Estats Units d'Amèrica.

## Demografia
Segons el cens dels Estats Units del 2000, Vanderbilt tenia 411 habitants, 146 habitatges, i 111 famílies. La densitat de població era de 84 habitants per km².
Dels 146 habitatges en un 41,1% hi vivien nens de menys de 18 anys, en un 56,8% hi vivien parelles casades, en un 11,6% dones solteres, i en un 23,3% no eren unitats familiars. En el 22,6% dels habitatges hi vivien persones soles el 10,3% de les quals corresponia a persones de 65 anys o més que vivien soles. El nombre mitjà de persones vivint en cada habitatge era de 2,82 i el nombre mitjà de persones que vivien en cada família era de 3,32.
Per edats la població es repartia de la següent manera: un 30,4% tenia menys de 18 anys, un 10,9% entre 18 i 24, un 25,8% entre 25 i 44, un 23,1% de 45 a 60 i un 9,7% 65 anys o més.
L'edat mediana era de 35 anys. Per cada 100 dones de 18 o més anys hi havia 107,2 homes.
Cap de les famílies estaven per davall del llindar de pobresa.

## Poblacions properes
El següent diagrama mostra les poblacions més properes.